# Kurt von Borries (Politiker)
Kurt von Borries (* 4. Januar 1885 in Magdeburg; † 3. März 1967 in Lübbecke) war ein deutscher Politiker und Regierungsbeamter. Von 1918 bis 1945 war er Landrat des Kreises Lübbecke in der Provinz Westfalen.

## Leben
Kurt von Borries wurde 1885 als Sohn der einflussreichen Adelsfamilie von Borries, die zahlreiche Regierungsbeamte hervorgebracht hat, in Magdeburg geboren. 1903 beendete er seine schulische Ausbildung am Gymnasium in Altenburg mit dem Abitur und studierte danach in Göttingen, München und Berlin Rechtswissenschaften und Nationalökonomie. In Göttingen wurde er 1903 Mitglied des Corps Saxonia.
Ab 1906 war er beim Oberlandesgericht Celle und ab 1912 der Bezirksregierung in Hannover beschäftigt. Von 1906 bis 1907 diente Kurt von Borries als Freiwilliger in der  Preußischen Armee, 1909 wurde er Leutnant der Reserve im 1. Garderegiment zu Fuß.
Von 1912 bis 1914 war er im Landratsamt Lübbecke tätig, von 1915 bis 1918 beim Oberpräsidium in Potsdam. Von 1914 bis 1918 nahm er als Soldat am Ersten Weltkrieg teil.
Im März 1918 wurde Kurt von Borries mit der Verwaltung des Landratsamtes des Kreises Lübbecke beauftragt und am 26. September 1918 schließlich zum Landrat ernannt.
Vom 31. Oktober 1924 bis 31. März 1925 war er mit der Verwaltung des Landratsamtes in Moers und vom 7. November 1938 bis 10. März 1939 mit der Verwaltung des Landratsamtes in Recklinghausen beauftragt.
Nach der Besetzung Lübbeckes wurde er am 5. April 1945 mit Zustimmung eines englischen Offiziers zunächst mit der Weiterführung der Geschäfte des Landrats beauftragt. Am 10. April 1945 wurde v. Borries durch die amerikanische Militärpolizei in  Automatischen Arrest genommen. Bis zum 28. Mai 1945 war er in Lübbecke, Brackwede und im Internierungs-Camp 91 der 9. amerikanischen Armee interniert.
Am 24. September 1945 wurde Kurt von Borries durch den Regierungspräsidenten endgültig aus dem Staatsdienst entlassen und am 1. April 1949 mit Wirkung von 1947 in den Ruhestand versetzt.
Kurt von Borries war evangelisch und mit Helene Finck von Finckenstein (1891–1962) verheiratet. Am 19. Dezember 1939 wurde ihm durch „Gnadenerlass des Führers“ der Fortbestand der Mitgliedschaft in der NSDAP zugesichert; seine Frau Helene war „nicht rein arischer Abstammung“.
Kurt von Borries und seine Frau hatten vier Kinder.

## Parteimitgliedschaften
Kurt von Borries war bis 1918 Mitglied der Deutsch-Konservativen Partei, bis 1928 Mitglied der DNVP und trat zum 1. Mai 1933 der NSDAP bei (Mitgliedsnummer 2.465.964).
Ab 1937 war er als Leiter des Rechtsamtes Mitglied der Kreisleitung der NSDAP in Lübbecke und Leiter des dortigen NS-Juristenbundes.
In der Bundesrepublik Deutschland war Kurt von Borries Mitglied der FDP und 1952 Spitzenkandidat der Liberalen für die Kreistagswahl im Kreis Lübbecke. Dem Kreistag gehörte er bis zu seinem Ausscheiden aus Altersgründen im Jahr 1959 an.